# 9331 Fannyhensel
9331 Fannyhensel è un asteroide della fascia principale. Scoperto nel 1990, presenta un'orbita caratterizzata da un semiasse maggiore pari a 2,7459862 UA e da un'eccentricità di 0,0582714, inclinata di 4,43643° rispetto all'eclittica.